# الجمهورية البرازيلية الأولى
الجمهورية البرازيلية الأولى هي فترة التاريخ البرازيلي من عام 1889 حتّى عام 1930. انتهت هذه الجمهورية بحدوث الثورة البرازيلية عام 1930 التي نصبت جيتوليو فارجاس رئيسًا جديدًا.

## نظرة عامة
في 15 نوفمبر 1889 خلع المارشال ديودورو دا فونسيكا الإمبراطور دوم بيدرو الثاني، وأعلن البرازيل جمهورية، وأعاد تنظيم الحكومة.
من عام 1889 إلى عام 1930، كان نظام الحكومة ديمقراطيًا دستوريًا، ولكن الديمقراطية كانت اسمية شكلية فقط.
الواقع أن الانتخابات كانت مزورة، إذ تعرض الناخبون في المناطق الريفية لضغوط وأجبروا على التصويت للمرشحين المختارين من رؤسائهم، وإذا لم تنجح كل هذه الأساليب والطرق، فإن نتائج الانتخابات كان من الممكن تغييرها بقرارات أحادية الجانب من لجنة التحقق من السلطات التابعة للكونغرس (لم تكن السلطات المسؤولة عن الانتخابات في هذه الجمهورية مستقلة عن السلطة التنفيذية والتشريعية، التي تسيطر عليها القلة الحاكمة). أسفر هذا النظام عن تناوب رئاسة البرازيل بين القلة الحاكمة في الولايات المهيمنة وهي ساو باولو وميناس جرايس. غالبًا ما يوصف هذا النظام الحاكم بوصف «قهوة مع حليب» وهما المنتجان الزراعيان السائدان في الولايتين.
انتهت هذه الفترة بانقلاب عسكري وضع المدنيّ جيتوليو فارجاس في كرسي الرئاسة؛ ظلّ فارجاس في الحكم ديكتاتورًا حتى عام 1945.
لم تكن الجمهورية البرازيلية تابعة لإيديولوجيات الجمهوريات التي نتجت عن الثورتين الفرنسية أو الأمريكية، على الرغم من أن النظام البرازيلي حاول ربط نفسه بالاثنتين معًا. لم يكن لدى الجمهورية القدر الكافي من الدعم الشعبي للمخاطرة بانتخابات مفتوحة، إذ نشأ النظام من انقلاب وحافظ على نفسه بالقوة. عين الجمهوريون ديودورو دا فونسيكا رئيسًا (1889-1891) والمشير فلوريانو بيشوتو وزيرًا للحرب بعد أزمة مالية لضمان ولاء الجيش.

## البرازيل في الحرب العالمية الأولى

### قبل الحرب
بعد إعلان الجمهورية عام 1889، حدثت العديد من التمرّدات والثورات السياسية والاجتماعية التي كان لا بد للنظام أن يخضِعها، مثل ثورتي البحرية البرازيلية (1891 و 1893-1894)، والثورة الفيدرالية (1893-1895)، وحرب كانوديس (1896-1897)، وثورة اللقاح (1904)، وثورة السوط (1910). لذلك، مع بداية الحرب العالمية الأولى، كانت الصفوة البرازيلية مهتمة بدراسة أحداث الثورة المكسيكية بشكل أكبر من تلك المتعلقة بالحرب في أوروبا.
بحلول عام 1915، كان من الواضح أيضًا أن الصفوة البرازيلية مكرسة للتأكد من أن البرازيل تتبع مسارًا سياسيًا محافظًا، ما يعني أنها غير راغبة في الشروع في اتخاذ إجراءات، سواء على الصعيد المحلي (أي اعتماد الاقتراع السري والاقتراع العام) أو في الشؤون الخارجية (إقامة تحالفات أو التزامات طويلة الأجل)، يمكن أن تسبب عواقب لا يمكن التنبؤ بها، وخطرًا على المواقف الاجتماعية والاقتصادية والسياسية التي تتخذها هذه الصفوة. امتد مسار هذا السلوك طوال القرن العشرين، والذي تمثّل بسياسة خارجية انعزالية يتخللها اصطفاف تلقائي متقطع ضد «مبادئ السلام والتجارة الدولية المزعجة».
في أغسطس 1916، وبعد مرور ما يقارب أربع سنوات، انتهى تمرد آخر وهو حرب كونتري ستادو.
منذ نهاية القرن التاسع عشر، وصل العديد من المهاجرين من أوروبا، وجلبوا معهم الأفكار الشيوعية واللاسلطوية، التي خلقت مشاكل للنظام المحافظ جدًا من أصحاب العقارات الكبيرة. مع النمو، أصبح عدد كبير من العمال في الصناعات المختلفة غير راضين عن النظام وبدؤوا في المشاركة في احتجاجات واسعة، معظمها في ساو باولو وريو دي جانيرو. بعد إضراب عام سنة 1917، حاولت الحكومة قمع حركة العمل بوحشية من أجل منع ظهور حركات جديدة من البداية. كان هذا القمع، مدعومًا بالتشريعات والقوانين، فعالًا للغاية في منع تشكيل نقابات عمالية حرة حقيقية.
شنّ روي باربوزا زعيم المعارضة الرئيسي حملة من أجل إحداث تغييرات سياسية داخليّة، وذكر أيضًا أنه نظرًا للصراع الطبيعي بين المصالح التجارية البرازيلية والمصالح الاستراتيجية للقوى المركزية (كما يتضح على سبيل المثال في حملة الغواصات الألمانية وكذلك في السيطرة العثمانية على الشرق الأوسط)، فإن المشاركة البرازيلية في الحرب ستكون أمرًا محتومًا لا مفر منه، لذا فقد نصح بأن الطريق الأكثر منطقية للمضي قدمًا هو اتباع الولايات المتحدة، التي كانت تعمل من أجل التوصل إلى اتفاق سلام، لكنها في نفس الوقت كانت تستعد أيضًا للحرب منذ غرق السفينة آر إم إس لوسيتينيا.

### الحرب
كان هناك مساران رئيسيان فيما يتصل بانضمام البرازيل إلى الحرب: الأول بقيادة روي باربوزا، حيث دعا إلى الانضمام إلى الحلفاء؛ أما الثاني فكان قلقًا بشأن إشعارات الاقتتال الدموي غير المثمر في الخنادق، ومراعيًا للمشاعر السلمية في صفوف العمال الحضريين. لذلك، ظلت البرازيل محايدة في الحرب العالمية الأولى حتى عام 1917. لكن المشاكل الداخلية، التي تفاقمت بسبب التنديد بالفساد، خلقت الحاجة عند الرئيس فينسيسلاو براس آنذاك إلى صرف الانتباه، وهو ما أمكن إنجازه بالتركيز على عدو خارجي للاستفادة في نهاية المطاف من حس الوطنية.
خلال عام 1917، كان إغراق البحرية الألمانية للسفن المدنية البرازيلية قبالة السواحل الفرنسية سببًا في خلق مثل هذه الفرصة. أعلنت الحكومة البرازيلية في السادس والعشرين من أكتوبر الحربّ على القوى المركزية؛ ألمانيا، والنمسا والمجر، والإمبراطورية العثمانية.
بعد ذلك بوقت قصير، صدرت الأوامر بالقبض على السفن الموجودة من تلك البلدان على الساحل البرازيلي وأُرسلت ثلاث مجموعات عسكرية صغيرة إلى الجبهة الغربية. الأولى كانت من طاقم طبي من الجيش، والثانية مكونة من رقباء وضباط من الجيش أيضًا، أما المجموعة الثالثة فتكونت من طيارين عسكريين من الجيش والبحرية. ألحق أفراد الجيش في هذه المجموعات بالجيش الفرنسي، في حين ألحق طيارو البحرية بالقوات الجوية الملكية البريطانية. بحلول عام 1918 كانت جميع المجموعات الثلاث تعمل بالفعل في فرنسا.
بحلول ذلك الوقت كانت البرازيل قد أرسلت أيضًا أسطولًا بحريًا عرف اختصارًا بـ دي إن أو جي (DNOG) (وهو الاسم المختصر باللغة البرتغالية للفرقة البحرية في العمليات الحربية) بقيادة بيدرو ماكس فرونتين للانضمام إلى القوات البحرية للحلفاء في البحر الأبيض المتوسط.
مع ذلك، خلال عام 1918، أدى الوضع الاجتماعي المضطرب الذي نشأ عن الاحتجاجات ضد التجنيد العسكري، بالإضافة إلى تداعيات الأحداث التي وقعت في روسيا آنذاك، إلى تعزيز احتراز الصفوة البرازيلية لكي تظل مصرة على مذهبها المتمثل في الحد الأدنى من المشاركة في الصراعات الدولية. بالإضافة إلى ذلك، كان ظهور الإنفلونزا الإسبانية المدمر، من بين أسباب أخرى، يعني أن إدارة فينسيسلاو براس في نهاية فترة ولايتها، امتنعت عن التورط بشكل أعمق في الحرب. أخيراً، فإن نهاية الحرب في نوفمبر 1918، منعت حتى الحكومة التي خلفت  فينسيسلاو براس من تنفيذ خطتها للحرب. على الرغم من مشاركتها المتواضعة، حصلت البرازيل على حق المشاركة في مؤتمر فرساي.        

## التغيرات الديموغرافية
منذ عام 1875 وحتى عام 1960، هاجر نحو 3 ملايين أوروبي إلى البرازيل، واستقروا في الولايات الجنوبية الأربعة التالية: ساو باولو، وبارانا، وسانتا كاتارينا، وريو غراندي دو سول. جاء المهاجرون بشكل أساسي من البرتغال وإيطاليا وألمانيا وإسبانيا واليابان وبولندا والشرق الأوسط. توجد أكبر جالية يابانية في العالم خارج اليابان في ساو باولو. يشكل الهنود الأصليون، الذين يعيشون أساسًا في المناطق الحدودية الشمالية والغربية وفي حوض الأمازون العلوي، أقل من 1% من السكان، كما أن أعدادهم آخذةٌ في الانخفاض مع تزايد التواصل مع العالم الخارجي والتوسع التجاري في المناطق الداخلية. ظلت برامج الحكومة البرازيلية الهادفة إلى الحفظ وتقديم أشكال أخرى من المساعدة قائمة لسنوات، ولكنها كانت مثيرة للجدل وغير فعالة في كثير من الأحيان. ينحدر البرازيليون من أصول أفريقية وأوروبية وهندية مختلطة. أدت الهجرة إلى تحسين وزيادة التصنيع والتحضر في البرازيل.